# 西藏马鹿
西藏马鹿（学名：Cervus wallichi）也称锡金红鹿、西藏红鹿、红鹿、寿鹿，一种分布在亚洲喜马拉雅山地区的鹿，隶属于鹿科鹿属。本种之前长期被视为欧洲马鹿（Cervus elaphus）或加拿大马鹿（Cervus canadensis）的一个亚种，故也称马鹿西藏亚种，中国学者现已将其视为独立物种。

## 命名分类
19世纪20年代由法国动物学家喬治·居維葉在西藏和尼泊尔等地区发现收集到西藏马鹿标本，将其命名为“西藏红鹿”（Cervus elaphus wallichi）。1841年，英国博物学家布赖恩·霍顿·霍奇森在西藏南部发现此动物实体，命名为“寿鹿”（Cervus affinis）。

## 形态特征
西藏马鹿雄鹿体长约2米，重约220公斤，肩高约1.3米；雌鹿体长约1.7米。夏季毛较短，无绒毛，一般为赤褐色；冬季毛厚密，有绒毛，呈灰棕色。臀部向具有鲜明的白色大斑，大斑边缘微带黄色。雌性无角，雄性的角一般分为6～8叉，第三枝几乎直弯向上。尾基两侧具有白色斑纹。

## 分布
西藏马鹿在冬春季节主要在海拔4000～5000米的高山灌丛、高寒草甸以及森林草甸交界处活动，以高山柳、小叶杜鹃、金露梅等灌丛的嫩枝、嫩叶以及高寒草甸草、野果为食。历史上西藏马鹿广泛分布于中国西藏、尼泊尔、印度锡金邦和不丹等地，目前主要分布在中国西藏东部地区。